# Anoplopomatidae
Famille
Les Anoplopomatidae sont une famille de poissons téléostéens marins du Pacifique nord,  de l'ordre des Perciformes.

## Liste des genres
Selon World Register of Marine Species (10 février 2016), FishBase (10 février 2016) et ITIS (10 février 2016) :
- Anoplopoma Ayres, 1859
- Erilepis Gill, 1894

Ces deux genres sont monotypiques (une seule espèce chacun).

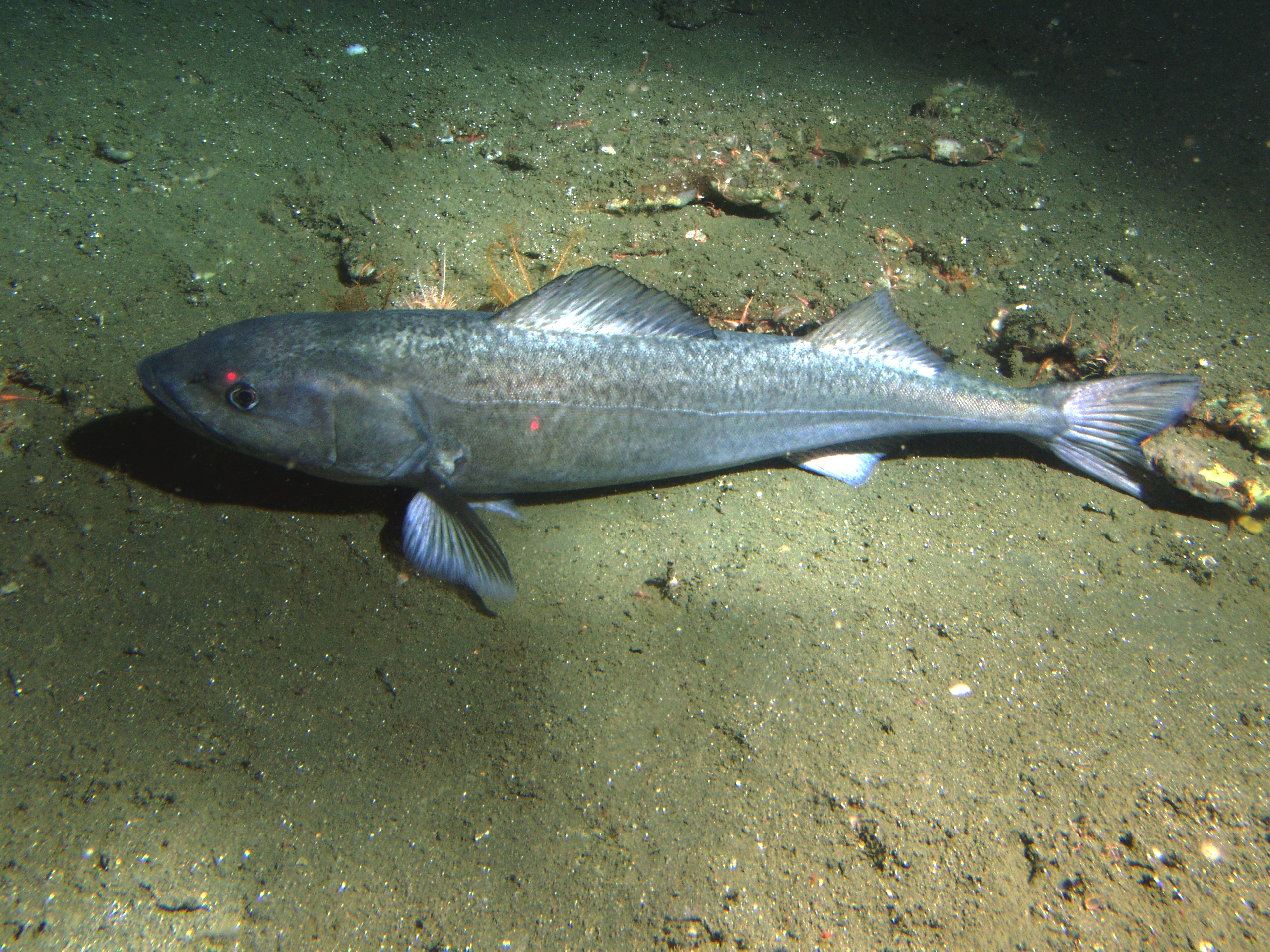
Anoplopoma fimbria
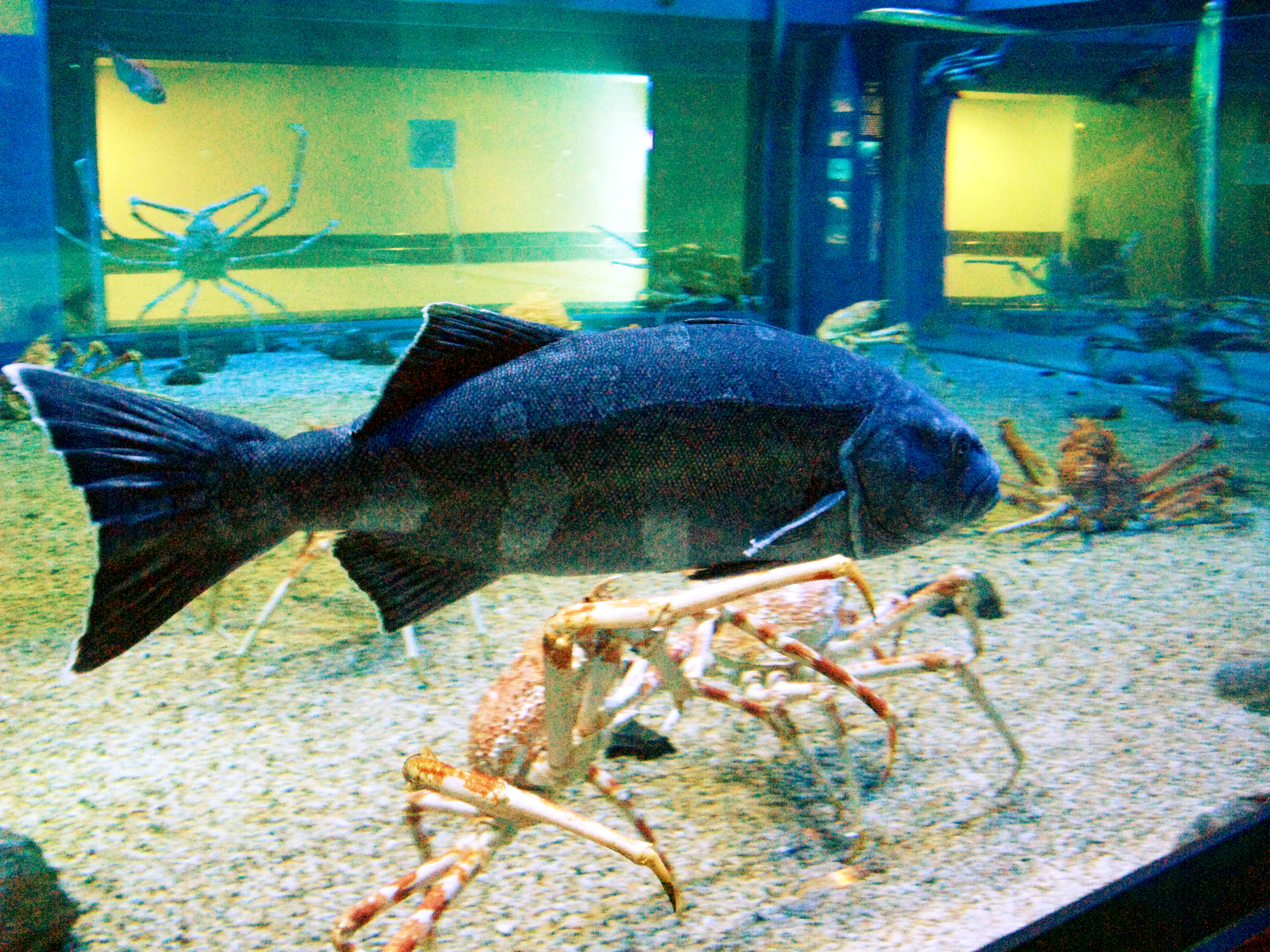
Erilepis zonifer

## Systématique
Le nom valide complet (avec auteur) de ce taxon est Anoplopomatidae Jordan & Gilbert, 1883.
Anoplopomatidae a pour synonyme :
- Anoplopomatoidei